# Maine 100 1966
Maine 100 1966 var ett stockcarlopp ingående i Nascar Grand National Series (nuvarande Nascar Cup Series) som kördes 12 juli 1966 på den 0,333 mile (535,911 m) långa ovalbanan Oxford Plains Speedway i Oxford i Maine. Totalt avverkades 99,9 miles (160,773 km) fördelat på 300 varv. Banunderlaget var asfalt. Loppet vanns av Bobby Allison i en Chevrolet på tiden 1:45.40 körande för J.D. Bracken. Allisons snitthastighet uppgick till 56,782 mph. Han var vid målgång ensam förare på ledarvarvet, ett varv före tvåan Tiny Lund. Det var Allisons första vinst av totalt 85 i karriären. Prispotten uppgick till 5 760 dollar, varav 1 100 dollar gick till segraren.

## Resultat
| Plc     | Nr  | Förare        | Team/ bilägare           | Konstruktör | Start | Varv | Ledda varv |
| ------- | --- | ------------- | ------------------------ | ----------- | ----- | ---- | ---------- |
| 1       | 2   | Bobby Allison | J.D. Bracken             | Chevrolet   | 1     | 300  | 238        |
| 2       | 55  | Tiny Lund     | Lyle Stelter             | Ford        | 7     | 299  | 62         |
| 3       | 43  | Richard Petty | Petty Enterprises        | Plymouth    | 2     | 299  | 0          |
| 4       | 87  | Neil Castles  | Buck Baker Racing        | Oldsmobile  | 15    | 297  | 0          |
| 5       | 48  | James Hylton  | Bud Hartje               | Dodge       | 5     | 297  | 0          |
| 6       | 19  | J.T. Putney   | J.T. Putney              | Chevrolet   | 4     | 296  | 0          |
| 7       | 6   | David Pearson | Owens Racing             | Dodge       | 3     | 295  | 0          |
| 8       | 4   | John Sears    | DeWitt Racing            | Ford        | 8     | 288  | 0          |
| 9       | 93  | Blackie Watt  | Harry Neal               | Ford        | 21    | 287  | 0          |
| 10      | 20  | Clyde Lynn    | Negre Racing             | Ford        | 19    | 284  | 0          |
| 11      | 88  | Buck Baker    | Buck Baker Racing        | Chevrolet   | 14    | 284  | 0          |
| 12      | 34  | Wendell Scott | Scott Racing             | Ford        | 17    | 281  | 0          |
| 13      | 86  | Ray Hill      | Buck Baker Racing        | Dodge       | 22    | 273  | 0          |
| 14      | 144 | Roy Hallquist | Roy Hallquist            | Ford        | 18    | 237  | 0          |
| 15      | 03  | Rene Charland | Ed Ackerman              | Ford        | 10    | 192  | 0          |
| 16      | 15  | Fats Caruso   | Lyle Stelter             | Ford        | 11    | 167  | 0          |
| 17      | 97  | Henley Gray   | Gray Racing              | Ford        | 26    | 135  | 0          |
| 18      | 70  | J.D. McDuffie | McDuffie Racing          | Ford        | 20    | 116  | 0          |
| 19      | 73  | Ernie Gahan   | i.u.                     | Ford        | 27    | 114  | 0          |
| 20      | 53  | Jimmy Helms   | David Warren             | Ford        | 24    | 97   | 0          |
| 21      | 22  | Marvin Panch  | i.u.                     | Ford        | 16    | 69   | 0          |
| 22      | 9   | Roy Tyner     | Truett Rodgers           | Chevrolet   | 25    | 60   | 0          |
| 23      | 00  | Buddy Baker   | Emory Gilliam            | Dodge       | 9     | 49   | 0          |
| 24      | 64  | Elmo Langley  | Langley-Woodfield Racing | Ford        | 6     | 39   | 0          |
| 25      | 94  | Don Biederman | Ron Stotten              | Chevrolet   | 12    | 29   | 0          |
| 26      | 11  | Ned Jarrett   | Bernard Alvarez          | Ford        | 13    | 17   | 0          |
| 27      | 06  | Johnny Wynn   | John McCarthy            | Mercury     | 23    | 3    | 0          |
| Källor: |     |               |                          |             |       |      |            |